# Hendrik Hondius

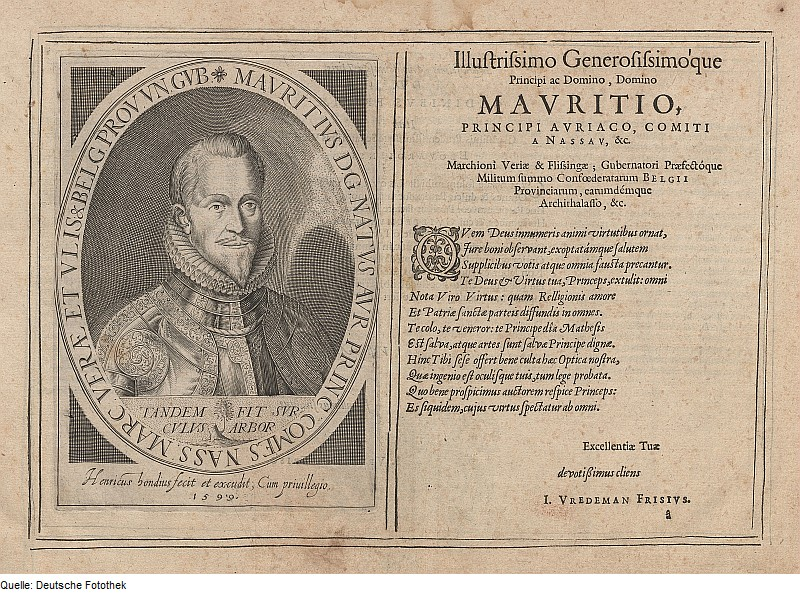
Hendrik Hondius

Hendrik Hondius (* 1573; † 1650) auch d’Hondt oder de Hondt, war ein niederländischer Verleger, Zeichner und Kupferstecher. Er entstammte der Familie eines Schulmeisters aus Duffel in Flandern.

## Leben
Hondius stammte aus einer niederländischen Drucker- und Verlegerfamilie flämischer Herkunft. Wie auch die Familie Hondius aus Amsterdam, mit welcher es leicht zu einer Verwechslung kommt, war sie wegen des Krieges, der zur Unabhängigkeit der Niederlande von Spanien führen sollte, aus der flämischen Heimat geflohen. Der Vater Guiljam Hondius wurde Schulmeister in Duffel. Nach dessen Tod lebte die Witwe, Hondius’ Mutter, in Antwerpen. Hondius selbst, geboren am 9. Juni 1573 in Duffel, heiratete in Antwerpen die Tochter des Goldschmieds Godefroy van Gelder, bei dem er gelernt hatte, Sara Jansz (auch Jansdochter). In der Folge studierte er in Antwerpen bei Jan Wierix. Vor 1597 zog er nach den Haag und wurde 1597 dort in die Zunft aufgenommen. Er erhielt im gleichen Jahr sein erstes Druckrecht für ein Porträt von Prinz Maurits. 1599 wurde ihm das allgemeinen Bürgerrecht der Stadt verliehen. Er verließ die Stadt 1603, lebte in Amsterdam und 1604/05 in Leiden, 1605 kam er nach den Haag zurück. Er unternahm Reisen nach Köln, Paris und London. Zwischen 1597 und 1600 und ca. 1616 bekamen Hondius und seine Frau Sara fünf Töchter und zwei Söhne, den Portraitisten und Kupferstecher Willem Hondius (?1600–1658, andere Quellen datieren ?1597–1652) und Hendrik Hondius II, der ebenfalls Verleger wurde. Hondius wurde am 25. oder 29. Oktober 1650 begraben.

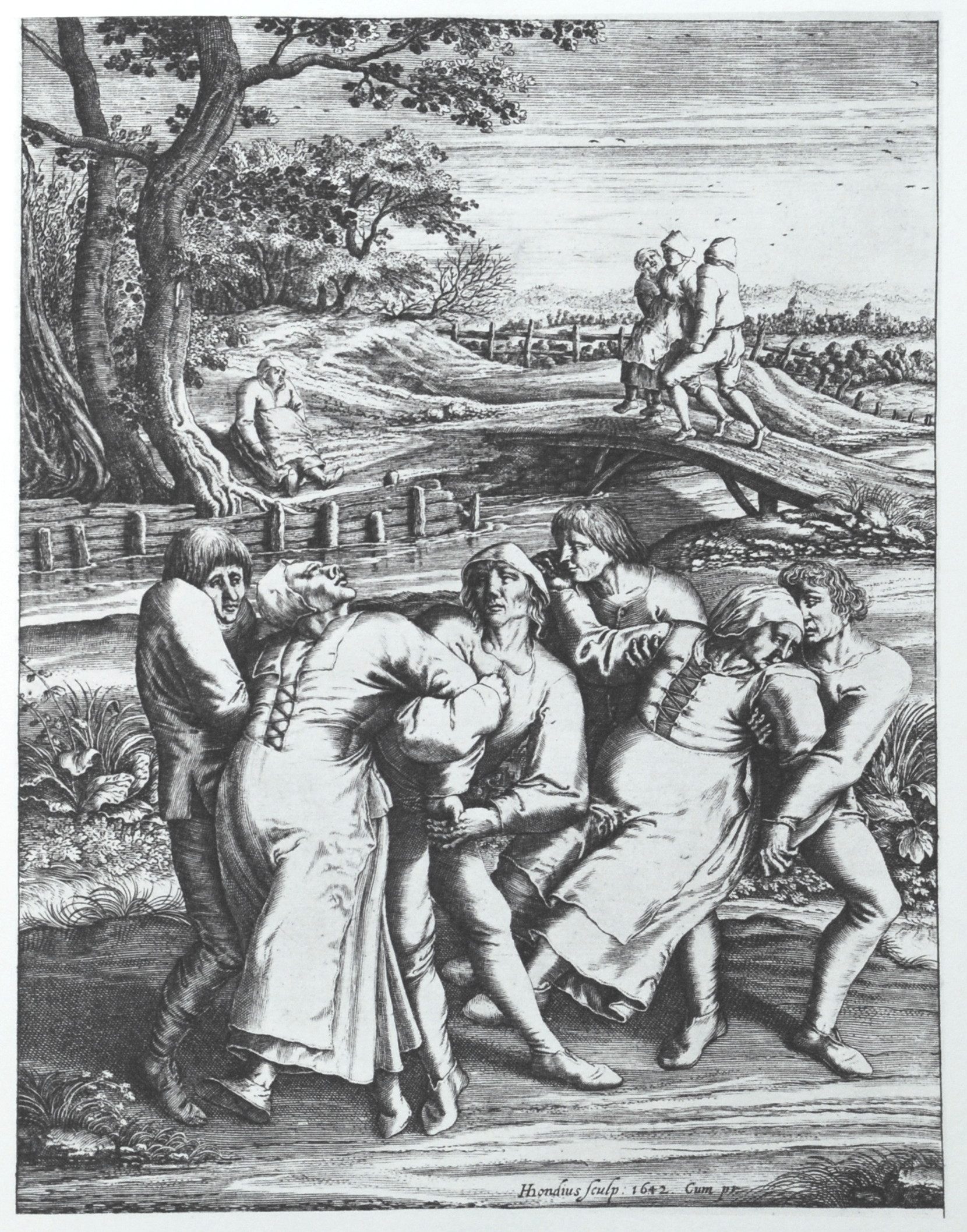
Die Wallfahrt der Fallsüchtigen nach Meulebeeck, Kupferstich nach Pieter Brueghel dem Älteren

## Werk
Hondius ist einer der wichtigsten Drucker und Herausgeber im frühen 17. Jahrhundert in Holland. Er ist bekannt als Zeichner, Kupferstecher, Radierer und Verleger von Landschaften, Genrebildern, Porträts, architektonischen Ansichten Les cinq rangs d'architecture, 1617 und technischen Zeichnungen Geometrie, contenant La Theorie et Practique … Ã La Fortification, 1616. Mit Hans Vredeman de Vries veröffentlichte er 1604–05 ein Lehrbuch der Perspektive. Er sticht auch andere Künstler, darunter Pieter Brueghel der Ältere. Hondius wird zuletzt 1649 in Den Haag nachgewiesen, als sein Selbstporträt in Jan Meyssens’ Ikonographie veröffentlicht wurde.